# The Inextinguishable Blaze Ep
The Inextinguishable Blaze Ep – to minialbum Unblack metalowego zespołu Elgibbor. Wydany został 6 listopada 2006 r. w algierskim studiu Son of Man Records.

## Lista utworów
1. The Sign of Jonah - 05:13
2. I Am - 04:18
3. Ogień Nieugaszony - 06:08
4. Decyzja - 02:26
5. Psalm 142 - 04:01
6. There Is A Battle Every Day - 04:12

## Twórcy
Fire Throne – gitara elektryczna, gitara basowa, growling